# Будинок під зоряним небом
«Будинок під зоряним небом» — радянський кінофільм 1991 року режисера Сергія Соловйова. Остання частина трилогії фільмів «Асса» (1987)/«Чорна троянда — емблема печалі, червона троянда — емблема кохання» (1989)/«Будинок під зоряним небом» (1991).

## Сюжет
У центрі сюжету — сім'я великого радянського академіка Башкірцева (Михайло Ульянов) (паралель з головним героєм фільму «Приборкання вогню»), успішного вченого. Повернувшись із закордонного відрядження, він помічає за собою стеження. На його ювілей чоловік його дочки Костянтин приводить свого «товариша по Москонцерту» Валентина Компостєрова (Олександр Баширов), який веде себе вкрай зухвало. Взявшись показати фокус, він перепилює дружину Костянтина, а потім, напившись, падає непритомний. Наступного дня він заявляє, що не в змозі тепер, коли «все зарубцювалося», зростити дві половини її тіла. Надалі Компостєров поводиться як справжня «нечиста сила», приносячи в будинок Башкірцева смерть і руйнування. Башкірцев просить забезпечити його охороною, і в його будинку з'являється все більше міліціонерів. Дочка Башкірцева Ніка (Марія Аниканова) зустрічає на Арбаті юнака Тимофія, який грає на флейті і живе в порожньому ангарі, де будує з крадених матеріалів повітряну кулю. У них починається роман.
Після смерті й похорону академіка, викраденого і замордованого дивними людьми (їх дії пародіюють стереотипи про таємні спецоперації КДБ), його сім'я відлітає в США, де живе старший син академіка Борис. Ніка залишається, щоб зробити якісь справи. Компостєров з'являється знову і, пригрозивши Костянтину, що залишився в Росії, смертю, приїжджає в будинок. Проте, про присутність Ніки Компостєров не знає. Коли він від'їжджає по горілку, Костянтин, Ніка та Тимофій утікають на «Побєді», і за ними тут же починається гонитва. Під перехресний вогонь потрапляють розумово відсталий сантехнік Жора і сам Компостєров, чий труп утікачі бачать у знівеченій машині. Проте незабаром трійця знову стикається з Компостєровим, живим і неушкодженим; цього разу його застрелив Костянтин, і нібито загиблий монстр розчиняється в воді. Коли Костянтин, Тимофій та Ніка починають підніматися на повітряній кулі, то знову воскреслий Компостєров убиває Костю лазерним променем, але в підсумку Тимофію і Ніці вдається остаточно вбити мерзотника, пристреливши його знову, спаливши труп та посцявши на нього. Вони летять на повітряній кулі якраз в той момент, коли під'їжджають КДБісти з метою захоплення хлопців.

## У ролях
- Михайло Ульянов —  академік Башкірцев Андрій Миколайович
- Алла Парфаньяк —  Соня, його дружина
- Олександра Турган —  Ліза, старша дочка
- Маша Аниканова —  Ніка, молодша дочка
- Валерій Свєтлов —  Борис, син Башкірцева
- Ольга Малініна —  Джуді, його дружина
- Анна Соловйова —  Катрін, дочка Бориса і Джуді
- Ілля Іванов —  Кологривов Костянтин, чоловік Лізи
- Всеволод Балян —  Кологривов Женя
- Ольга Всеволодський —  Рахіль Соломонівна
- Дмитро Соловйов —  Тимофій
- Олександр Баширов — Валентин Компостєров, дрібний біс в різних іпостасях (красуня в метро, прикордонник)
- Анатолій Слівніков —  генерал МВС
- Юрій Шумило —  Тарабанько Матвій Аркадійович (Мотя), охоронець Башкірцева
- Валерій Перехватов —  «Полковник»
- Любов Якуба —  дружина генерала
- Геннадій Бордачов —  Гена, шофер Башкірцева
- Олександр Абдулов —  сантехнік Жора
- Фелікс Шультесс —  Соловйов
- Євген Марков —  військовий з портретом Башкірцева на похоронах
- Семен Фурман —  психіатр
- Юрій Думчев —  спортсмен
- Сергій Галкін —  Валер'ян Капітонович
- Сергій Курьохін — епізод
- Дмитро Калінін — епізод
- В. Владиславцев — епізод
- Ілля Народовой — епізод
- В. Носкачов — епізод
- Володимир Привалов — епізод
- Наталія П'янкова — епізод
- Світлана Дзасухова — епізод

## Знімальна група
- Сценарій і постановка:  Сергій Соловйов
- Оператор-постановник:  Юрій Клименко
- Художник-постановник:  Марксен Гаухман-Свердлов
- Режисер: Тамара Владимирцева
- Оператор: Віктор Чемендряков
- Монтаж: Віри Круглової
- Грим: Людмили Раужіної
- Костюми: Наталія Дзюбенко
- Редактор: Олена Цицина
- Музичний редактор: Мінна Бланк
- Композитор і автор пісень:  Борис Гребенщиков
- Музику виконували «Російсько-абіссінський оркестр» і Квартет Анни Кареніної (назви, які використовували учасники групи «Акваріум»)
- Твір «Блакитний двірник» виконано групою «Акваріум»
- Звукооператор:  Валерій Рейзес
- Директора картини: Людмила Захарова, Юрій Гришин